# Apatania chasica
Apatania chasica är en nattsländeart som först beskrevs av Donald G. Denning 1954.  Apatania chasica ingår i släktet Apatania och familjen Apataniidae. Inga underarter finns listade i Catalogue of Life.